# Eindhoven
Eindhoven este un oraș situat în provincia Brabantul de Nord, în sudul Olandei, inițial la confluența pârâielor Dommel și Gender. Genderului i-a fost schimbat cursul, însă Dommel încă mai curge prin oraș.
Dintre orașele învecinate: Son en Breugel, Nuenen, Geldrop, Valkenswaard, Waalre, Veldhoven, Oirschot și Best.
Eindhoven găzduiește sediile centrale ale marilor companii Philips, ASML și DAF, precum și Universitatea Tehnică Eindhoven (TU/e, înființată în 1956).

## Administrație
În urma unei reorganizări administrative din 1920, comuna Eindhoven a fost unită cu alte cinci comune înconjurătoare, ce au devenit districte. În urma divizării celui mai mare district, actalmente comuna Eindhoven este formată din  districtele:
1. Woensel-Noord (65.429)
2. Woensel-Zuid (35.789)
3. Stratum (31.778)
4. Gestel (26.590)
5. Strijp (25.402)
6. Tongelre (19.680)
7. Centrum (5.757)

## Personalități născute aici
- Frits Philips (1905 - 2005), director Philips;
- Jan de Bont (n. 1943), regizor;
- Lenny Kuhr (n. 1950), cântăreață;
- Dorette Corbey (n. 1957), europarlamentar;
- Paul Haarhuis (n. 1966), jucător de tenis;
- Rik Smits (n. 1966), baschetbalist;
- Peter Aerts (n. 1970), kickboxer;
- Phillip Cocu (n. 1970), fotbalist, antrenor;
- Christijan Albers (n. 1979), pilot de Formula 1;
- Sander van Doorn (n. 1979), producător muzical;
- Otman Bakkal (n. 1985), fotbalist marocan;
- Cody Gakpo (n. 1999), fotbalist.

## Orașe înfrățite
- Minsk în Belarus
- Nanjing în China
- Białystok în Polonia
- Chinandega în Nicaragua
- Emfuleni în Africa de Sud
- Gedaref în Sudan
- Bayeux în Franța